# Waldir Peres
Waldir Peres de Arruda (n. 2 ianuarie 1951, Garça, São Paulo, Brazilia – d. 23 iulie 2017, Mogi das Cruzes, São Paulo, Brazilia), cunoscut ca Waldir Peres, a fost un fotbalist brazilian. Acesta a jucat și la naționala Braziliei. Fiul său Diogo Pires este tot fotbalist.